# Sipos Aladár
Sipos Aladár (Kisköre, 1927. augusztus 5. – Budapest, 2005. március 6.) közgazdász, az MTA tagja (levelező: 1976. május 7.; rendes: 1982. május 7.).

## Életpályája
Középiskolai tanulmányait Egerben végezte, majd 1947–1951 között Budapesten a Közgazdaságtudományi Egyetemen folytatta tanulmányait, ahol 1951-ben politikai gazdaságtan szakos tanári oklevelet szerzett és többek között Heller Farkasnak is tanítványa volt. Az egyetem befejezése után 1951-től Erdős Péter hívására az MTA Közgazdaságtudományi Intézetében kezdett dolgozni. 1953-tól az MKKE Politikai Gazdaságtan Tanszék tanársegéde, 1953-1957 között a Felsőoktatási Minisztérium Egyetemi Főosztályának főelőadója, 1957-1960 között az MKKE egyetemi adjunktusa.1961-től 1965-ig az ELTE ÁJTK Politikai Gazdaságtan Tanszék egyetemi docense, 1965-1979 között egyetemi tanára és 1960-tól 1970-ig a tanszék vezetője. 1965-től 1981-ig az MSZMP Politikai Főiskola tanszékvezető egyetemi tanára és 1977-1981 között a főiskola tudományos rektorhelyettese. 
Az MTA Közgazdaságtudományi Intézet igazgatója volt 1981-1990 között, 1990-től 1997-ig tudományos tanácsadója és kutatóprofesszora. 1957-1962 között az MSZMP Budapesti Bizottsága politikai munkatársa. 
A Kertészeti és Élelmiszeripari Egyetem címzetes egyetemi tanára. 1983-1984 között a szapporói Hokkaido Egyetem vendégprofesszora.

## Munkássága
A modern agrárfejlődés törvényszerűségeinek vizsgálatával, a magyar mezőgazdaság átalakulásával, piacgazdaságra való áttérésének problémáival foglalkozott. Elméleti és gazdaságpolitikai szempontból alapvető jelentőségű megállapításokat tett az agrárintegrációval kapcsolatban. Tudományos pályafutásának kezdetén a 20. század-i magyar és egyetemes agrártörténeti kérdésekkel is foglalkozott.

## Főbb művei
- Magyarország gyáripara az 1920-as években. Közgazdasági Szemle 1955
- Budapest gyáripara. 1919-1933. In: Tanulmányok Budapest múltjából Budapest, 1959
- Az új agrárválság sajátosságai az Egyesült Államokban. Budapest, 1963
- Társadalmi újratermelés és gazdasági válságok a kapitalizmusban. Budapest, 1965
- Agrárviszonyok Nyugat-Európában. Budapest, 1967
- A technikai haladás hatása a fejlett tőkésországok agrárviszonyaira. Budapest, 1977
- A szocialista termelési viszonyok lényege. Budapest, 1977
- A politikai gazdaságtan kisszótára. Budapest, 1981
- Az agrár-ipari szféra vállalati kapcsolati rendszerei. In: Értekezések, emlékezések Budapest, 1985
- Válaszúton az agrárpolitika. A mezőgazdaság szervezeti rendszere a reformfolyamatban. Budapest, 1988
- A tőkés gazdaság alapvető sajátosságai. Budapest, 1989
- Az élelmiszergazdaság közgazdasági feltételrendszere. In: Nemzetközi agrárstratégiák Budapest, 1989
- A világgazdaság főbb régiói napjainkban. Gyöngyös, 1993
- Magyarország agrártörténete. Budapest, 1996
- Az Európai Unió és Magyarország. Gyöngyös, 2000
- Az agrárátalakulás mérlege. Budapest, 2000
- Világgazdaságtan. Gyöngyös, 2001